# Jacob Zachar

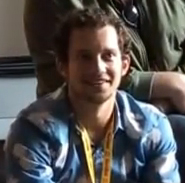
Jacob Zachar (2015)

Jacob Zachar (* 16. Mai 1986 in Chicago) ist ein US-amerikanischer Schauspieler.

## Leben
Zachar besuchte in Chicago die St. Francis Borgia Grundschule sowie die St. Patrick High School, eine katholische Knabenschule.
Nach einem zweimonatigen Aufenthalt in Los Angeles erhielt er seine erste Hauptrolle. Er spielte in dem Film Little Big Top (US-amerikanische Filmkomödie aus dem Jahr 2006) die Rolle des Ernest. Im gleichen Jahr war er auch im Film Bodega zu sehen. Neben Engagements bei Werbespots für Carl’s Jr. und Dunkin’ Donuts spielte er auch verschiedene Theaterrollen wie On Golden Pond, Prairie Lights, Big: The Musical, Les Misérables und Guys and Dolls. Von 2007 bis 2011 spielte er die Hauptrolle des Russell „Rusty“ Cartwright in der Serie GRΣΣK.

## Filmografie
- 2006: Little Big Top
- 2006: Bodega (Kurzfilm)
- 2007: Könige der Wellen
- 2007–2011: Greek (Fernsehserie, 74 Episoden)
- 2010: Drunkboat
- 2011: Marcy (Fernsehserie, 1x08)
- 2012: Detention of the Dead
- 2012: Dr. House (Fernsehserie)
- 2013: CSI: Vegas (Fernsehserie, 13x11)
- 2013: Project S.E.R.A (Webserie, 3 Episoden)
- 2014: Those Who Wander
- 2015: Carefree (Kurzfilm)
- 2015: The Hive (Fernsehserie)